# Feuilleea fastuosa
Feuilleea fastuosa là một loài thực vật có hoa trong họ Cucurbitaceae. Loài này được (Jacq.) Kuntze mô tả khoa học đầu tiên năm 1891.